# Hiệp hội Quốc tế về Khí tượng và Khoa học Khí quyển
Hiệp hội Quốc tế về Khí tượng và Khoa học Khí quyển, viết tắt theo tiếng Anh là IAMAS (International Association of Meteorology and Atmospheric Sciences), là một tổ chức phi chính phủ quốc tế hoạt động trong lĩnh vực nghiên cứu Khí tượng, Khí quyển.
IAMAS là một trong 8 hiệp hội hợp thành của Liên đoàn Trắc địa và Địa vật lý Quốc tế (IUGG).
Chủ tịch IAMAS nhiệm kỳ 2019-2023 là Joyce Penner từ  Hoa Kỳ, và Tổng thư ký là Steven Ackerman từ  Hoa Kỳ.

## Lịch sử
- Đại hội IUGG đầu tiên (Rome, 1922), “Section de Météorologie” trở thành một trong những thành tố của Liên minh.
- Đại hội IV IUGG (Stockholm, 1930) nó được đổi thành Hiệp hội Quốc tế về Khí tượng (International Association of Meteorology).
- Đại hội XI IUGG (Toronto, 1957) gọi là Hiệp hội Quốc tế về Khí tượng và Vật lý khí quyển (International Association of Meteorology and Atmospheric Physics).
- Năm 1993 đặt là Hiệp hội Quốc tế về Khí tượng và Khoa học khí quyển (Association Internationale de Météorologie et des Sciences Atmosphériques).

## Mục tiêu
IAMAS thúc đẩy nghiên cứu trong tất cả các khoa học khí quyển, đặc biệt là các chương trình đòi hỏi có sự hợp tác quốc tế.
IAMAS dẫn đầu Liên minh chuyển giao năng lực (ACT - Alliance for Capacity Transfer), là một hoạt động chung của IUGG, Tổ chức Khí tượng Thế giới (WMO), và Liên đoàn các Đại học Mỹ nghiên cứu khí quyển (UCAR).
IAMAS gồm 10 uỷ ban quốc tế về các chủ đề sau:
| Viết tắt | Chủ đề                                 | Tên tiếng Anh                              |
| -------- | -------------------------------------- | ------------------------------------------ |
| ICACGP   | Hóa học khí quyển và ô nhiễm toàn cầu  | Atmospheric Chemistry and Global Pollution |
| ICAE     | Điện khí quyển                         | Atmospheric Electricity                    |
| ICCL     | Khí hậu                                | Climate                                    |
| ICCP     | Mây và lượng mưa                       | Clouds and Precipitation                   |
| ICDM     | Khí tượng động học                     | Dynamic Meteorology                        |
| ICMA     | Khí quyển giữa                         | Middle Atmosphere                          |
| ICPAE    | Khí quyển hành tinh và tiến hóa của nó | Planetary Atmospheres and their Evolution  |
| ICPM     | Khí tượng địa cực                      | Polar Meteorology                          |
| IOC      | Ozone                                  | Ozone                                      |
| IRC      | Bức xạ                                 | Radiation                                  |

| Nr. | Năm  | Đại hội   | Đại hội    | Nhiệm kỳ  | Chủ tịch               |
| --- | ---- | --------- | ---------- | --------- | ---------------------- |
|     | 2017 | Cape Town | Nam Phi    | 2019-2023 | Joyce Penner           |
|     | 2013 |           |            | 2015-2019 | Prof. John Turner      |
|     | 2009 |           |            | 2011-2015 | Dr. Athena Coustenis   |
|     | 2005 | Bắc Kinh  | Trung Quốc | 2007-2011 | Prof. Guoxiong Wu      |
|     | 2001 |           |            | 2003-2007 | Dr. Michael MacCracken |
|     | 1997 |           |            | 1999-2003 | Prof. Huw Davies       |
|     | 1993 |           |            | 1995-1999 | Prof. R.A. (Bob) Duce  |
|     | 1990 |           |            | 1991-1995 | Prof. Brian J. Hoskins |